# 芒特霍普湾

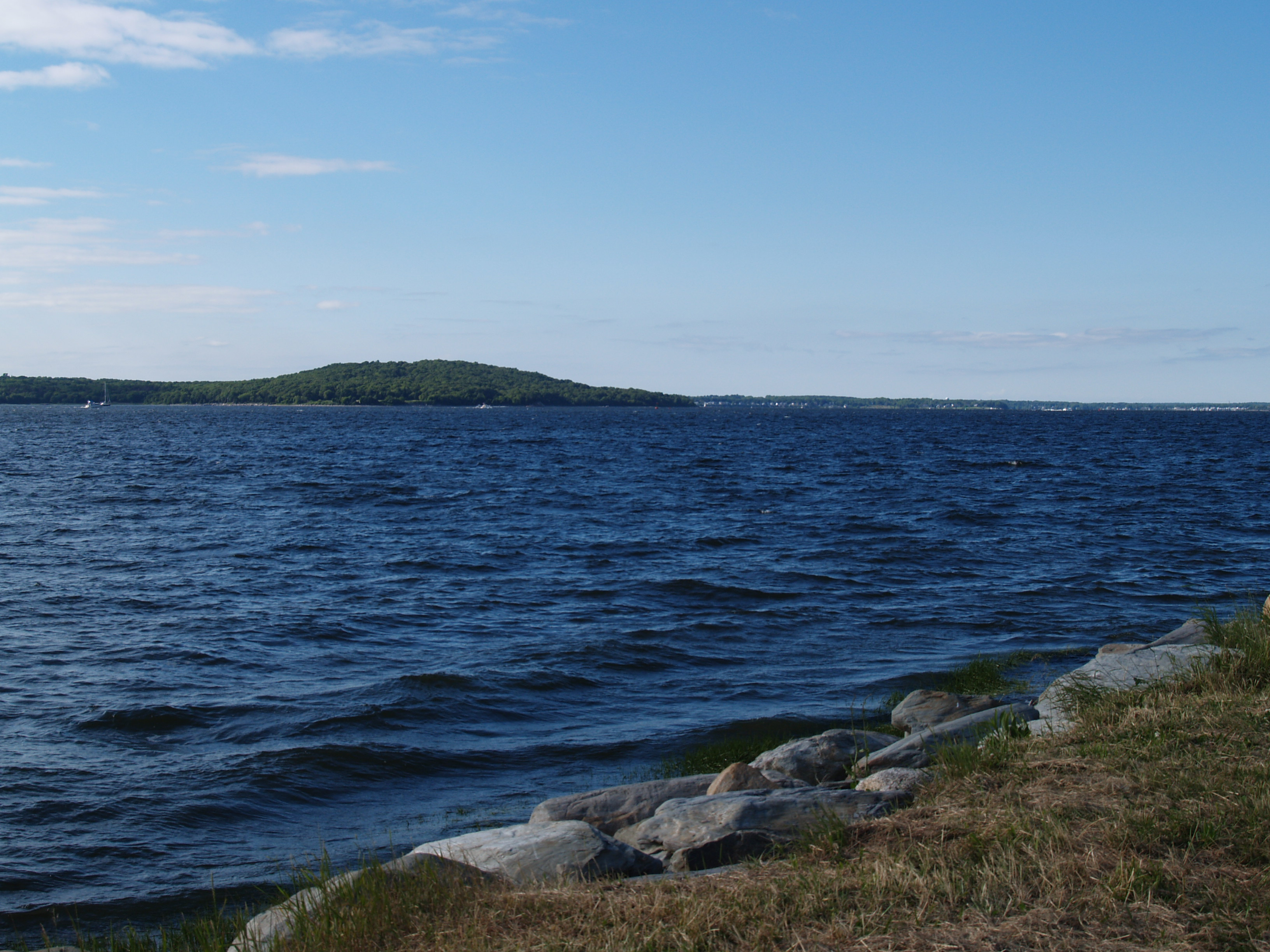
从罗德岛州朴茨茅斯的Common Fence Point远眺芒特霍普湾中的霍普山（Mount Hope）

芒特霍普湾（英語：Mount Hope Bay）位于美国罗德岛州和马萨诸塞州交界处，系纳拉甘西特湾东北的一个岔湾。海湾长约11公里，宽3～5公里，从马萨诸塞州的福尔里弗向西南延伸至罗德岛州的阿奎德内克岛（罗德岛）北岸。有汤顿河从东北岸注入芒特霍普湾。海湾西南出口处建有连接罗德岛州城市朴茨茅斯和布里斯托尔的芒特霍普大桥（1929年通车）。